# El Camino Memorial Park
El Camino Memorial Park é um cemitério localizado em 5600 Carroll Canyon Road no Sorrento Valley, San Diego. Fundado em 1960, El Camino tem área de 220
-acre(s) (0,89 km2), onde estão sepultados dentre outros Jonas Salk (descobridor da vacina contra poliomielite e fundador do Instituto Salk), e diversos membros da família Kroc (humanitaristas, filantropistas, proprietários do McDonald's).

## Sepultamentos notáveis
- Jonas Salk (1914–1995), médico pesquisador, descobridor da vacina contra poliomielite
- Ray Ceresino (1929–2015),  jogador de hóquei no gelo
- Kazimierz Deyna (1947–1989), jogador de futebol polonês (até 2012)
- Billy Daniels (1915–1988), cantor
- Joseph Coors Sr. (1917–2003), COO da Coors Brewing Company e neto do fundador, assessor pessoal do presidente Ronald Reagan
- Cedric Montgomery Durst (1896–1971), jogador profissional de beisebol
- Preston Foster (1900–1970), compositor, guitarrista e ator nomeado para o Emmy
- Dorothy Kelly (1894–1966), atriz (também conhecida como Dorothy O'Kelly)
- Ray Kroc (1902–1984), sócio fundador do McDonald's, proprietário do time de baseball San Diego Padres
- Joan Kroc (1928–2003), mulher de Ray Kroc, humanitarista
- Violet La Plante (1908–1984), atriz, irmã da atriz Laura La Plante
- Todd Loren (1960–1992), editor de histórias em quadrinhos, fundador da Revolutionary Comics
- Maria Goeppert-Mayer (1906–1972), laureada com o Nobel de Física
- William Nierenberg (1919–2000), cientista, membro do Projeto Manhattan
- Patti Page (1927–2013), cantora e atriz
- Allard Roen (1921-2008), diretor administrativo de cassinos e resorts em Las Vegas e Carlsbad (Califórnia).[4][5]
- Pete Rozelle (1926–1996), comissário da National Football League em 1960-1989
- Milburn Stone (1904–1980), ator de cinema e televisão premiado com Emmy
- Lee Shippey (1884–1969), escritor e jornalista
- Paul Trousdale (1915-1990), promotor imobiliário.[6]
- Barbara Werle (1928-2013), atriz